# Liste der Biografien/De A
Liste der Biografien |
Portal Biografien |
A Personensuche
# |
A |
B |
C |
D |
E |
F |
G |
H |
I |
J |
K |
L |
M |
N |
O |
P |
Q |
R |
S |
T |
U |
V |
W |
X |
Y |
Z |
?
 
Da |
Db |
Dc |
Dd |
De |
Dg |
Dh |
Di |
Dj |
Dk |
Dl |
Dm |
Dn |
Do |
Dq |
Dr |
Ds |
Du |
Dv |
Dw |
Dy |
Dz
 
De A |
De B |
De C |
De D |
De E |
De F |
De G |
De H |
De J |
De K |
De L |
De M |
De N |
De P |
De Q |
De R |
De S |
De T |
De V |
De W |
De Y |
De Z 

Dea |
Deb |
Dec |
Ded |
Dee |
Def |
Deg |
Deh |
Dei |
Dej |
Dek |
Del |
Dem |
Den |
Deo |
Dep |
Deq |
Der |
Des |
Det |
Deu |
Dev |
Dew |
Dex |
Dey |
Dez
Die Liste der Biografien führt alle Personen auf, die in der deutschsprachigen Wikipedia einen Artikel haben. Dieses ist eine Teilliste mit 54 Einträgen von Personen, deren Namen mit den Buchstaben „De A“ beginnt.

## De A

### De Ab
- De Abaitua, Matthew (* 1971), britischer Schriftsteller

### De Ad
- De Adamich, Andrea (* 1941), italienischer Automobilrennfahrer

### De Ag
- De Agostini, Alberto Maria (1883–1960), italienischer Ordensgeistlicher (Salesianer Don Boscos) und Missionar
- De Agostini, Doris (1958–2020), Schweizer Skirennläuferin
- De Agostini, Fabio (* 1926), italienischer Drehbuchautor und Filmregisseur
- De Agostini, Fabio (* 1933), Schweizer Dramatiker, Filmregisseur und Dokumentarfilmer
- De Agostini, Luigi (* 1961), italienischer Fußballspieler
- de Aguiar Patriota, Guilherme (* 1958), brasilianischer Diplomat

### De Al
- De Albertis, Sebastiano (1828–1897), italienischer Maler
- De Aliprandini, Luca (* 1990), italienischer Skirennläufer
- De Almeida, Élisa (* 1998), französische FußballspielerinÉlisa De Almeida (* 1998)

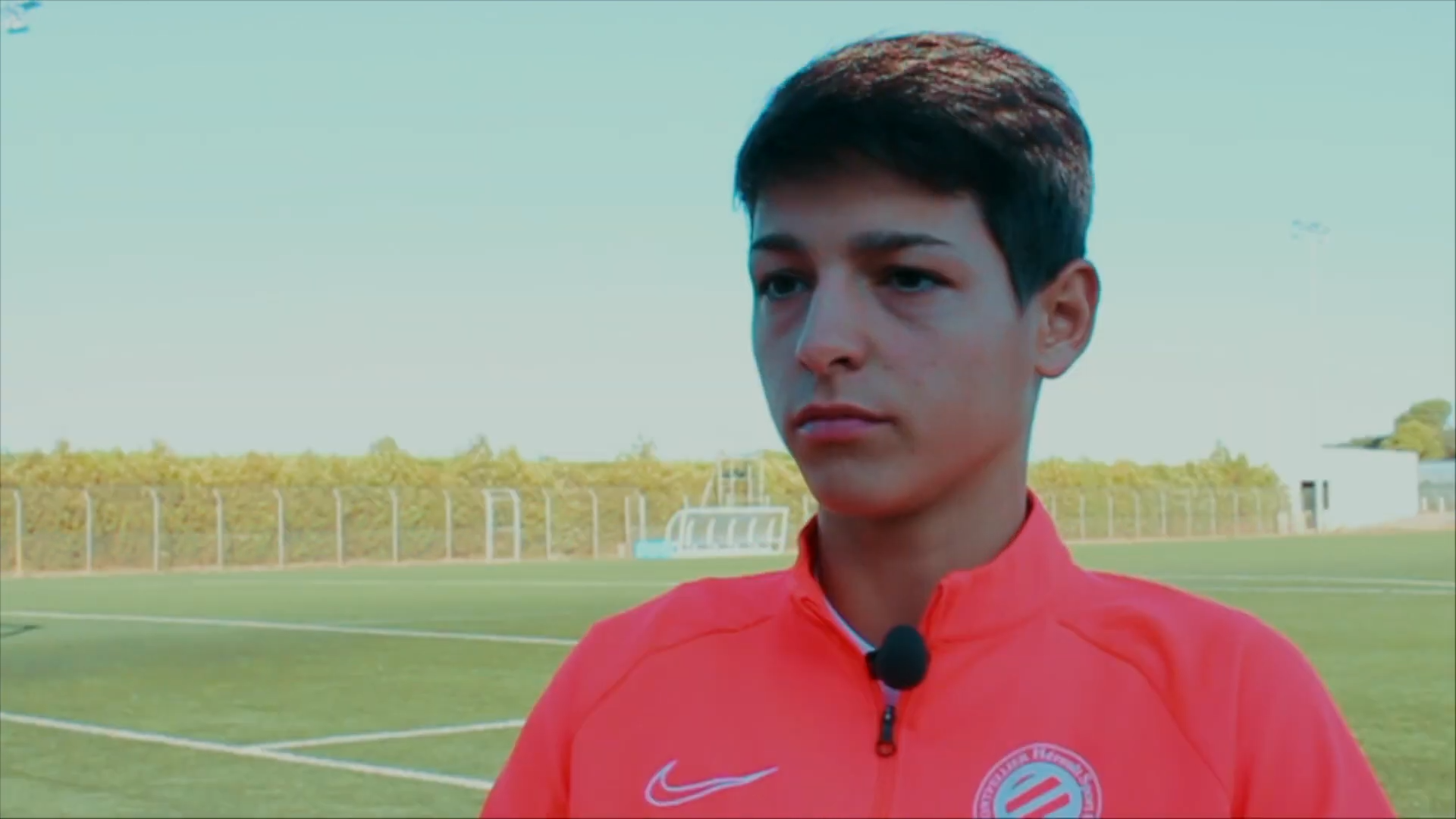
Élisa De Almeida (* 1998)

- de Almeida, Murilo (* 1989), brasilianisch-osttimoresischer Fußballspieler
- De Almeida, Stéphane (* 1987), Schweizer Fußballschiedsrichterassistent
- De Aloe, Max (* 1968), italienischer Jazzmusiker (Mundharmonika, Komposition)

### De Am
- De Amato, Nicolò (1701–1789), italienischer römisch-katholischer Bischof
- De Ambris, Alceste (1874–1934), italienischer Journalist und Syndikalist
- De Amicis, Anna Lucia (1733–1816), italienische Opernsängerin (Sopran)
- De Amicis, Edmondo (1846–1908), italienischer Schriftsteller

### De An
- De André, Cristiano (* 1962), italienischer Cantautore
- De André, Fabrizio (1940–1999), italienischer Liedermacher
- De Andrea, Giovanni (1928–2012), italienischer Geistlicher, katholischer Kurienbischof und Diplomat
- De Andrea, Giuseppe (1930–2016), italienischer Geistlicher, Bischof der römischen Kurie, Diplomat
- De Andrea, John (* 1941), US-amerikanischer Künstler
- De Angeli, Virna (* 1976), italienische Leichtathletin
- De Angelis D’Ossat, Guglielmo (1907–1992), italienischer Architekt, Architekturhistoriker und Restaurierungstheoretiker
- De Angelis, Alberto (1885–1965), italienischer Musikjournalist und Musikschriftsteller
- De Angelis, Alex (* 1984), san-marinesischer Motorradrennfahrer
- De Angelis, Edoardo (* 1978), italienischer Filmregisseur, Drehbuchautor und Filmproduzent
- De Angelis, Elio (1958–1986), italienischer Automobilrennfahrer
- De Angelis, Fabrizio (* 1940), italienischer Filmregisseur und Produzent
- De Angelis, Filippo (1792–1877), italienischer Kardinal und Bischof
- De Angelis, Francesco (* 1959), italienischer Politiker (Partito Democratico), MdEP
- De Angelis, Francesco (* 1960), italienischer Segler
- De Angelis, Guido (* 1944), italienischer Musiker
- De Angelis, Jefferson (1859–1933), US-amerikanischer Schauspieler und Sänger
- De Angelis, Matilda (* 1995), italienische Schauspielerin und SängerinMatilda De Angelis (* 1995)

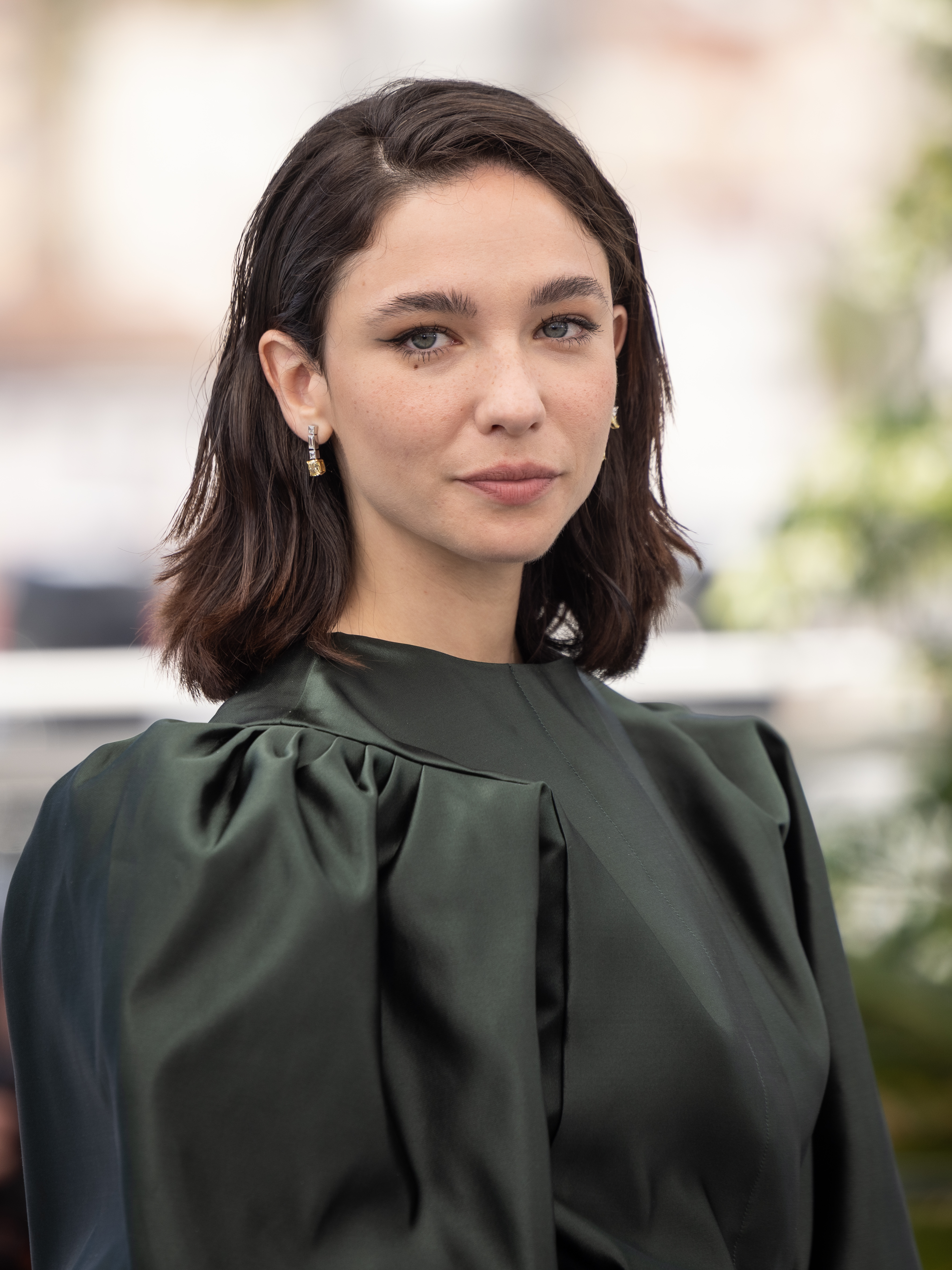
Matilda De Angelis (* 1995)

- De Angelis, Maurizio (* 1947), italienischer Musiker
- De Angelis, Michael (* 1967), italo-kanadischer Eishockeyspieler
- De Angelis, Milo (* 1951), italienischer Dichter
- De Angelis, Nicola (1939–2023), italienischer Ordensgeistlicher, römisch-katholischer Bischof von Peterborough
- De Angelis, Remo (* 1926), italienischer Stuntman und Schauspieler
- De Angelis, Richard (1932–2005), US-amerikanischer Schauspieler und Comedian
- De Angelis, Simone (* 1965), italienischer Historiker
- De Angelis, Vertunnio (* 1911), italienischer Film- und Synchronregisseur
- De Angulo, Jaime (1887–1950), US-amerikanischer Linguist, Ethnologe und Ethnomusikologe mit spanisch-französischen Wurzeln
- De Antoni, Dino (1936–2019), italienischer Geistlicher und römisch-katholischer Erzbischof von Gorizia
- De Antoni, Umberto (1881–1971), italienischer Kaufmann, Industrieller, Unternehmer und Mäzen
- De Antonio, Emile (1919–1989), US-amerikanischer Regisseur und Produzent von Dokumentarfilmen

### De Ar
- De Aragon, Maria (1942–2024), kanadische Schauspielerin
- De Arango, Bill (1921–2005), US-amerikanischer Jazzgitarrist
- De Arellano, Margarita (* 1972), US-amerikanische Opernsängerin (Sopran)
- De Armond, David A. (1844–1909), US-amerikanischer Politiker

### De Av
- de Ávila, María (1920–2014), spanische Tänzerin, Choreografin und Ballettmeisterin
- De Ávila, Santiago (* 1993), uruguayischer Fußballspieler